# RK Vilani
Ragbi klub Vilani je ragbijski klub iz mjesta Krasica koja pripada gradu Bakru. Osnovan je 2007. godine i natječe se u 1. hrvatskoj ligi.

Svoje utakmice igra u Krasici, na igralištu "Hroljevo".
Klupski nadimak je "Tune".
Boje dresova su:

Majica - bijelo-narančasta, (dijagonalni spoj dviju kockica).

Hlačice - tamnomodre.

Čarape - bijele.
Trener prve momčadi je Damir Sarajlija.

## Klupski dosezi
29. ožujka 2008. prva i povijesna pobjeda ragbi kluba Vilani protiv Nade II na Starom placu u Splitu rezultatom 22:24.
20. listopada 2007. je osvojio prvi bod u povijesti primorsko-goranskog ragbija, odigravši neriješeno s drugom momčadi splitske "Nade" 5:5 .
U sezoni 2007/08. debitiraju u 2. hrvatskoj ligi, i u drugom dijelu sezone ostvaruju prvu klupsku pobjedu. 17. studenog 2007. su došli do poluzavršnice hrvatskog kupa. U Zagrebu su izgubili od "Zagreba" s 95:0.
U sezoni 2008/09., "Vilani" igraju u 2. hrvatskoj ligi, zajedno s drugim sastavom splitske "Nade", "Siskom" i "Sinjem" te postaju prvaci. Ispadaju iz hrvatskog Kupa od splitske "Nade".
U sezoni 2009/10. po prvi put igraju 1. hrvatsku ligu zajedno s ekipama splitske "Nade", "Zagreba", zagrebačke "Mladosti" te "Makarske rivijere". Nisu se prijavili za hrvatski Kup.

## Vanjske poveznice
- http://www.rugby-vilani.com  Arhivirana inačica izvorne stranice od 6. ožujka 2016. (Wayback Machine)
- Fotogalerija[neaktivna poveznica]
- Novi list[neaktivna poveznica] Mladi ragbijaši u pripremama za EP